# Síndrome GMS
A síndrome GMS é uma síndrome caracterizada por goniodisgenesia, deficiência intelectual e baixa estatura.